# Sandviken (gmina Kramfors)
Sandviken – miejscowość (småort) w Szwecji w gminie Kramfors w regionie Västernorrland. Około 160 mieszkańców.